# Viâpres-le-Petit
Viâpres-le-Petit è un comune francese di 127 abitanti situato nel dipartimento dell'Aube, nella regione del Grand Est.

## Società

### Evoluzione demografica
Abitanti censiti